# ایالات متحده آمریکا در المپیک تابستانی ۲۰۲۴
کاروان المپیکی ایالات متحده آمریکا (USA) به نمایندگی از کمیته المپیک و پارالمپیک ایالات متحده آمریکا (USOPC)، در المپیک تابستانی ۲۰۲۴ که از ۲۶ ژوئیه تا ۱۱ اوت ۲۰۲۴ (۵ تا ۲۱ امرداد ۱۴۰۳ خورشیدی) به میزبانی پاریس، پایتخت فرانسه برگزار شد، شرکت کردند. آمریکایی‌ها در تمامی ادوار نوین المپیک به جز المپیک تابستانی ۱۹۸۰ که در مسکو برگزار شد، در تمامی ادوار آن شرکت کرده‌اند. در این دوره از المپیک و در پی اعلام بایکوت شوروی به دلیل یورش ارتش سرخ شوروی به افغانستان برای جلوگیری از سقوط دولت کمونیستی کابل، ایالات متحده پیشروی تحریم المپیک شد و به پیرو آن، ۶۶ کشور دیگر نیز از این تصمیم حمایت کردند.
از آنجایی که لس‌آنجلس میزبان بازی‌های المپیک تابستانی ۲۰۲۸ است، کاروان ایالات متحده پیش از ورود کاروان فرانسه به میدان تروکادرو در جریان رژهٔ ملت‌ها در مراسم گشایش این دوره از بازی‌ها، ماقبل آخر رژه رفتند. علاوه بر این، هر خواننده سرشناس آمریکایی و تام کروز، در پاریس و رد هات چیلی پپرز، بیلی آیلیش، اسنوپ داگ و دکتر دره از لانگ بیچ، کالیفرنیا در آیین اختتامیه بازی‌ها به اجرای برنامه پرداخت.

پرچمداران آیین گشایش ایالات متحده در این دوره از بازی‌ها، لبرون جیمز و کوکو گاف بودند. جیمز که تاکنون توانسته است دو مدال طلای المپیک را کسب کند، نخستین بسکتبالیستی است که افتخار پرچمداری ایالات متحده را دارد.
گاف اما با ۲۰ سال سن، جوانترین ورزشکار آمریکایی و نخستین تنیسوری است که به این افتخار نایل شده است.
پرچمداران اختتامیه ایالات متحده، نیک مید و کیتی لدکی بودند. مید، یکی از اعضای تیم روئینگ ایالات متحده بود که با سنت شکنی، توانستند بعد از ۱۹۶۰ مدار طلا را برای کشورشان به ارمغان آورند و لدکی نیز با ۹ مدال طلای المپیک، پرافتخارترین ورزشکار زن آمریکایی در المپیک است.

کاروان ایالات متحده در تمامی رشته‌ها به جز هندبال، به رقابت با سایرین پرداخت. همچنین برای چهارمین بار پیاپی، شمار ورزشکاران زن در کاروان المپیکی ایالات متحده از مردان بیشتر بود (۲۷۸ مرد در برابر ۳۱۴ زن).

در پایان بازی‌ها، ایالات متحده برای چهارمین بار پیاپی با کسب بیشترین مدال طلا، به قهرمانی در المپیک رسید. این نوزدهمین قهرمانی آنها در المپیک بود که با کسب ۴۰ مدال طلا، ۴۴ نقره و ۴۲ برنز (در مجموع ۱۲۶ مدال) تکمیل شد. چین نیز با همین تعداد مدال طلا، دوم شد. چینی‌ها تنها ۲۷ مدال نقره کسب کرده بودند و همین امر منجر به قهرمانی آمریکایی‌ها شد. آخرین مدال طلای آمریکا را تیم ملی بسکتبال زنان آمریکا، در یک بازی مهیج و نفس‌گیر و در لحظات پایانی، با پیروزی ۶۷–۶۶ در برابر فرانسه کسب کردند تا تعداد مدال‌های طلای دو کشور به عدد ۴۰ برسد. این نخستین باری بود که دو کشور در طول بازی‌های المپیک تابستانی، مدال طلای برابری کسب می‌کنند.
لازم است ذکر شود تعداد کلی مدال‌های چین، ۹۱ مدال بود درحالی که ایالات متحده ۱۲۶ مدال کسب کرده بود.